# Тимофей Астахов
Тимофей Варламович Астахов (на руски: Тимофей Варламович Астахов) е руски офицер, полковник. Участник в Руско-турската война (1877 – 1878).

## Биография
Тимофей Астахов е роден през 1837 г. в станица Луковска, Област на Донската войска. Ориентира се към военното поприще според казашката традиция. Бойното му кръщение е в Кавказката война от 1859 – 1864 г. Награден е със златен часовник (1862). За бойно отличие е произведен в първо офицерско звание хорунжий (1864).
Повишен е във военно звание стотник (1871). Преведен в Кизлярогребенския казашки полк, с който участва в Хивинския поход (1873). За отличие е повишен във военно звание есаул и е награден с орден „Свети Владимир“ IV степен с бант (1874). Служи като командир на 1-ва сотня от Владикавказкия казашки полк с командир полковник Пьотър Левиз-оф-Менар от 1876 г.
Участва в Руско-турската война (1877 – 1878). Отличава се в тиловите рейдове и рекогносцировки при Плевен и на 26 и 27 юли при Ловеч. При превземането на Ловеч на 22 август 1877 г. се бие храбро във фланговия удар срещу турските резерви. Ранен е вражески куршум в дясната ръка, която е ампутирана. Във военновременната болница го посещава император Александър II. Повишен е във военно звание войскови старшина и е награден със златно оръжие „За храброст“ и орден „Свети Станислав“ II степен с мечове.
След войната е повишен е във военно звание полковник и е зачислен в Терската казашка войска от 1878 г. Награден е с поземлен участък в района на Моздок. При посещението на император Александър III в Терска област през 1888 г. е награден с орден „Света Ана“ II степен. Автор е на спомени за превземането на Ловеч на 22 август 1877 г.
Умира през 1918 г. в родната си станица Луковска.